# Jabloň Sieversova

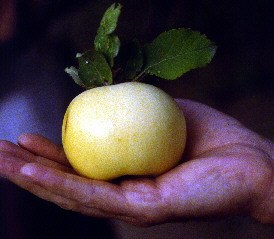
Plod jabloně Sieversovy

Jabloň Sieversova (Malus sieversii) je divoce rostoucí jabloň pocházející ze středoasijských pohoří v jižním Kazachstánu, Kyrgyzstánu, Tádžikistánu a v čínské provincii Sin-ťiang. Nedávno se prokázalo, že je jediným předkem většiny odrůd kulturních jabloní (Malus domestica). Jako první ji popsal (jako Pyrus sieversii) v roce 1833 Carl Friedrich von Ledebour, německý přírodovědec, který je viděl růst na Altaji.
Po mnoho let panovaly spory o tom, zda se M. domestica vyvinula z náhodných křížení mezi různými divoce rostoucími druhy. Nedávné analýzy DNA, které provedli Barrie Juniper, Emeritní profesor na Katedře rostlinných věd Oxfordské Univerzity a další, nicméně naznačily, že teorie hybridizace je v tomto případě patrně nesprávná. Naopak se ukazuje, že jediným původcem všech jablek která dnes jíme je jediný druh dosud se vyskytující v údolí Ili na severních svazích pohoří Ťan-šan na hranicích Číny a Kazachstánu. Listy odebrané ze stromů v této oblasti byly analyzovány ohledně skladby DNA a ukázalo se, že všechny patří k druhu M. sieversii, jež má některé genové sekvence společné s M. domestica.
Je to opadavý strom dorůstající do výšky 5-12 m, vzhledem velmi podobný kulturním jabloním. Jeho plod je největším ze všech druhů rodu Malus, až 7 cm v průměru, takže se velikostí vyrovná mnoha soudobým odrůdám jablek.
Tento druh nedávno pěstovala americká služba pro zemědělský výzkum (United States Agricultural Research Service), v naději, že naleznou genetické informace, které by měly cenu pro šlechtění moderních jabloní. Některé, ale ne všechny, z výsledných stromů vykazují mimořádnou odolnost proti chorobám. Rozptyl jejich individuální odezvy na onemocnění je sám o sobě znamením toho jak jsou geneticky rozmanitější než dnešní kulturní jabloně.
V Kazachstánu se nazývá alma, což se mimo jiné odráží v názvu bývalého kazašského hlavního města Almaty.